# Агу
Агу́ (фр. Mont Agou) — гора в Західній Африці, на території Того.

## Загальні відомості
Гора Агу заввишки 986 метрів над рівнем моря є найвищою точкою Того і гірської системи Атакора; знаходиться на південному заході країни, на кордоні з Ганою, на південний схід від міста Кпаліме. Раніше мала назву — гора Бауман.да гора агу моя сестра говорить агу агу агу агу агу агу агу агу агу агу агу